# 布朗酒店

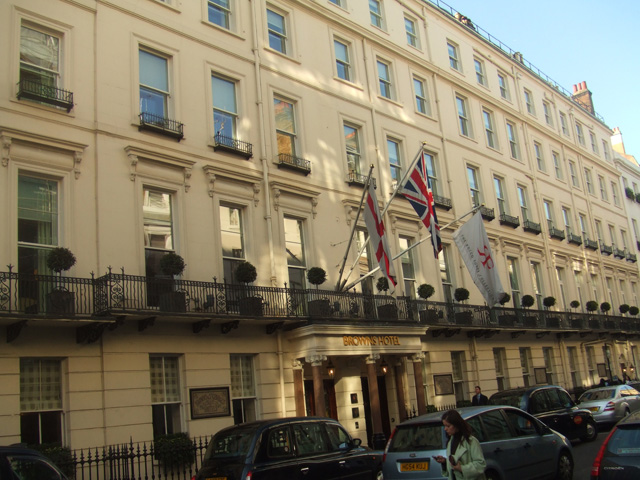
布朗酒店

布朗酒店（Brown's Hotel）是英國倫敦的一家酒店，創建於1837年。自2003年7月3日開始，布朗酒店由Rocco Forte Hotels所有。歷史學家John Lothrop Motley曾在1874年下榻此酒店。

## 外部連結
- Rocco Forte Hotels website （页面存档备份，存于）
- History of Brown's Hotel with Photos by cosmopolis.ch

51°30′33″N 0°08′33″W / 51.50917°N 0.14250°W